# Simon Blackwell

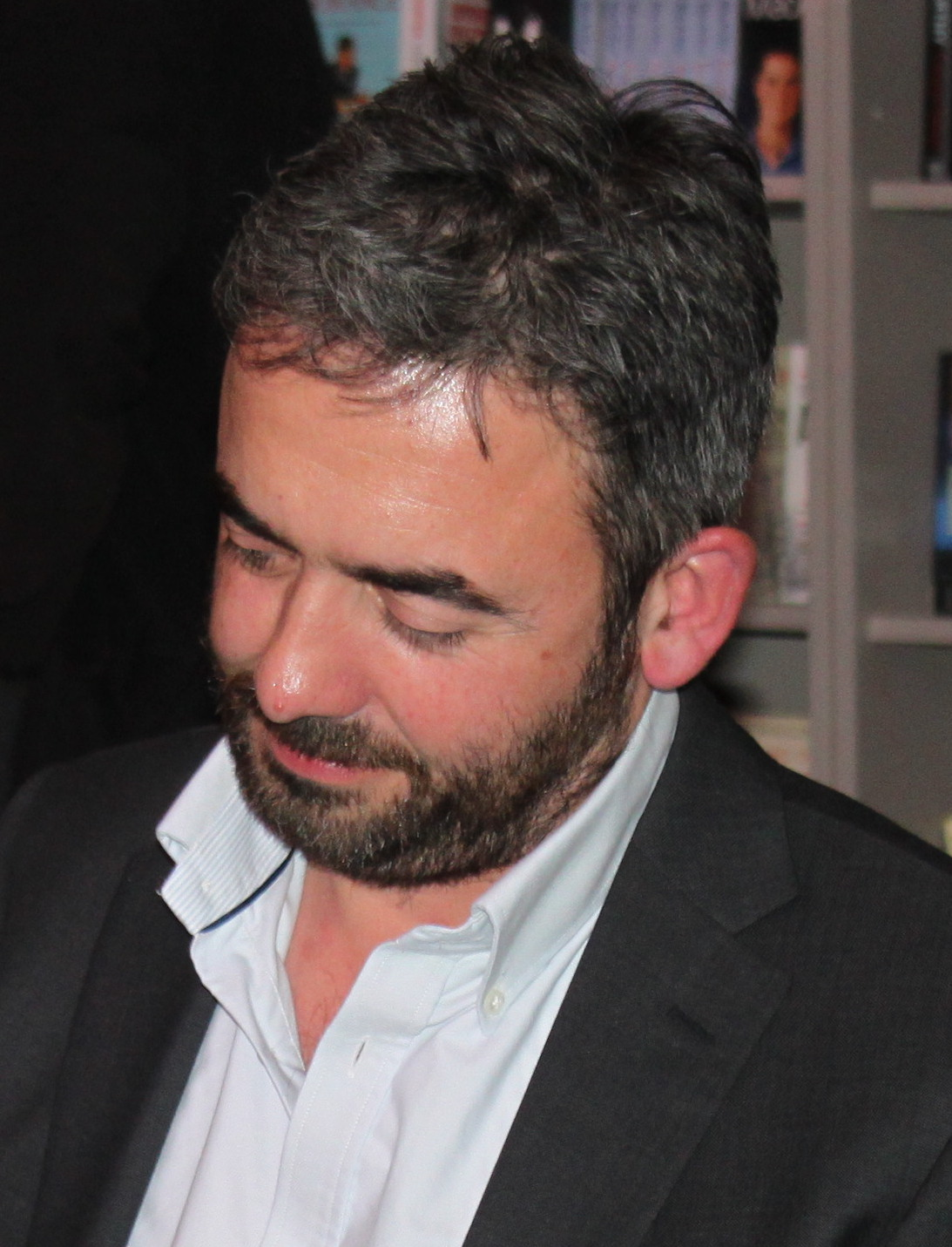
Simon Blackwell 2010

Simon Blackwell (* 27. Mai 1966 in Battersea, London) ist ein britischer Drehbuchautor und Produzent. Er ist vor allem durch seine Zusammenarbeit mit Jesse Armstrong und Sam Bain bei den Fernsehshows Peep Show und The Old Guys sowie beim Film Four Lions (2010). Für seine Mitarbeit am Drehbuch von Kabinett außer Kontrolle (2009) war er zusammen mit Armando Iannucci, Jesse Armstrong und Tony Roche für den Oscar für das beste adaptierte Drehbuch nominiert.

## Leben
Simon Blackwell begann seine Fernsehkarriere 1999 als Drehbuchautor bei Have I Got News for You, The Kumars at No. 42, The Big Impression sowie Armstrong and Miller.
Zusammen mit Armando Iannucci schrieb er erstmals 2003 für die satirische Fernsehshow Gash auf Channel 4. Die Zusammenarbeit mit ihm setzte sich bei 2004: The Stupid Version, Time Trumpet und The Thick of It. 2009 war er Koautor für das The Tick of It-Film-Spin-Off Kabinett außer Kontrolle (2009), dessen Drehbuch bei der Oscarverleihung 2009 für einen Oscar nominiert war. Die beiden setzten ihre Zusammenarbeit für die von 2012 bis 2019 auf HBO laufende Fernsehserie Veep – Die Vizepräsidentin fort. Für diese wurde er mit zwei Emmys ausgezeichnet. Nominiert war er sechs Mal.
Mit Jesse Armstrong und Sam Bain zusammen schrieb Blackwell für Channel 4s Show Peep Show und BBC Ones The Old Guys. Mit den beiden arbeitete er außerdem beim Drehbuch zum Film Four Lions (2010) von Chris Morris zusammen.
2016 entwarf Blackwell die Sitcom Back mit David Mitchell und Robert Webb für Channel 4.

## Filmografie

### Fernsehen
- 1999: The Jim Tavaré Show
- 1999: Big Impression
- 1999: MTV Europe Music Awards 1999
- 1999–2003: Bremner, Bird and Fortune
- 1999–2000: The 11 O’Clock Show
- 2000: MTV Europe Music Awards 2000
- 2001: The Kumars at No. 42
- 2001–2002: Aaagh! It’s the Mr. Hell Show!
- 2002: Remotely Funny
- 2003: Gash
- 2003: Bounty Hamster
- 2003: The Strategoic Humor Initiative (Fernsehfilm)
- 2003: Christmas Night with the Stars
- 2003–2004: The Sketch Show
- 2004: The Impressionable Jon Culshaw
- 2004: 2004: The Stupid Version (Fernsehfilm)
- 2005–2012: The Thick of It: Der Intrigantenstadl (The Thick of It)
- 2005: Monkey Trousers
- 2008: Mumbai Calling
- 2008–2012: Peep Show
- 2009–2010: The Old Guys
- 2009–2010: The Armstrong and Miller Show
- 2012–2014: Veep – Die Vizepräsidentin (Veep)
- 2014: Trying Again
- 2017: Back

### Film
- 2009: Kabinett außer Kontrolle (In the Loop)
- 2010: Four Lions
- 2019: The Personal History of David Copperfield

## Auszeichnungen

### Nominierungen
- Oscarverleihung 2010: Bestes adaptiertes Drehbuch zusammen mit Jesse Armstrong, Armando Iannucci und Tony Roche für Kabinett außer Kontrolle
- BAFTA Awards 2010: Best Screenplay – Adapted zusammen mit Jesse Armstrong, Armando Iannucci und Tony Roche für Kabinett außer Kontrolle
- BAFTA Awards 2010: Alexander Korda Award for Best British Film zusammen mit Jesse Armstrong, Armando Iannucci und Tony Roche Kabinett außer Kontrolle
- BAFTA Awards 2010: Best Writer zusammen mit dem Team von Thick of It
- Primetime-Emmy-Verleihung 2012: Outstanding Comedy Series zusammen mit dem Team um Veep – Die Vizepräsidentin
- Primetime-Emmy-Verleihung 2013: Outstanding Comedy Series zusammen mit dem Team um Veep – Die Vizepräsidentin
- BAFTA Awards 2013: Best Writer: Comedy zusammen mit dem Team von Thick of It
- Primetime-Emmy-Verleihung 2014: Outstanding Writing for a Comedy Series zusammen mit Armando Iannucci und Tony Roche für Veep – Die Vizepräsidentin
- Primetime-Emmy-Verleihung 2014: Outstanding Comedy Series zusammen mit dem Team um Veep – Die Vizepräsidentin
- British Independent Film Awards 2019: Best British Independent Film zusammen mit Armando Iannucci und Kevin Loader für The Personal History of David Copperfield

### Siege
- British Independent Film Awards 2009: Best Screenplay zusammen mit Jesse Armstrong, Armando Iannucci und Tony Roche für Kabinett außer Kontrolle
- Primetime-Emmy-Verleihung 2015: Outstanding Writing for a Comedy Series zusammen mit Armando Iannucci und Tony Roche für Veep – Die Vizepräsidentin
- Primetime-Emmy-Verleihung 2015: Outstanding Comedy Series zusammen mit dem Team um Veep – Die Vizepräsidentin
- British Independent Film Awards 2019: Best Screenplay zusammen mit Armando Iannucci für The Personal History of David Copperfield